# 130-й піхотний Херсонський полк

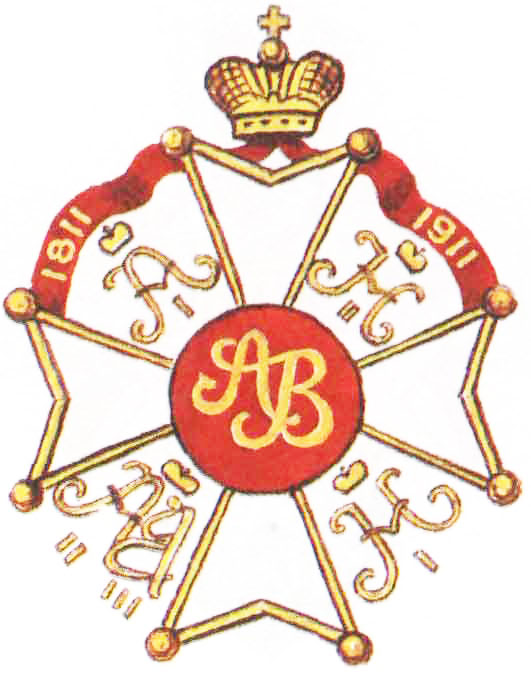
Полковий нагрудний знак.

130-й піхотний Херсонський Його Імператорської Високості Великого Князя Андрія Володимировича полк - (рос. 130-й пехотный Херсонский Его Императорского Высочества великого князя Андрея Владимировича полк) - піхотний підрозділ Російської імператорської армії. Переважна більшість військовослужбовців полку були вихідцями з України. Полк належав до 33-ї піхотної дивізії, ХХІ армійського корпусу, Київського військового округу. Місце базування - м. Київ (до 6.12.1895-після 1.04.1914 р.). Старшинство - 29.10.1811. Полкове свято - день Вознесіння Господнього.

## Історія підрозділу
130-й Херсонський піхотний полк веде свій родовід від Віленського піхотного полку, який був сформований в Москві у 1811 році. Віленський полк брав участь у вигнанні французьких військ з Росії у 1812 році та Закордонному поході російської армії (1813-1814 рр.).  Відзначився полк у Східній війні під час оборони Севастополя (1854-55 рр.).  У1863 р. з двох батальйонів полку сформували Херсонський піхотний полк, який з 1872 р. дислокується в Києві. Коли російська імператорська армія припинила своє існування з кадрів полку було сформовано підрозділи армії УНР та Української держави, зокрема 20-й піхотний Радомисльський полк .. 

## Участь у військових конфліктах
1877-188 - Російсько-турецька війна. 24.08.1877 р. полк брав участь в бою при Аблово.
1905-1909 - брав участь у придушенні революційних подій в Закавказзі.
1914-1917 - Перша світова війна.

## Шефи

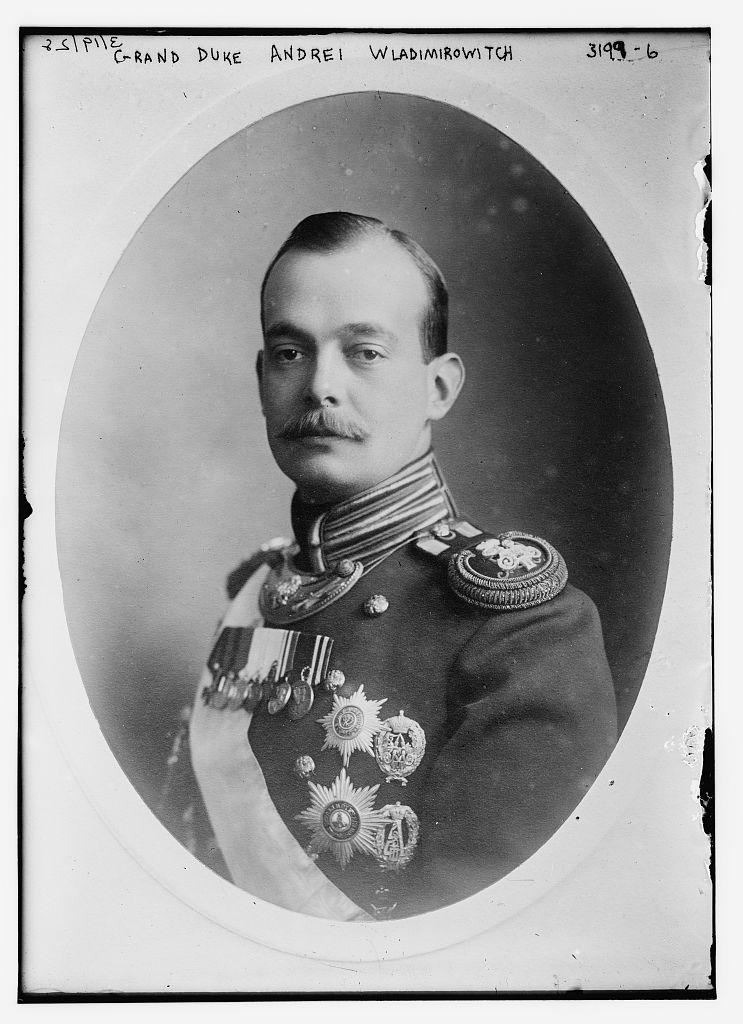
Шеф полку - великий князь Андрій Володимирович (1879-1956).

З 2 травня 1879  до 1917 року шефом полку був Великий Князь Андрій Володимирович Романов, племінник імператора Олександра ІІІ.

## Командири
1.11.1895-1.10.1899 рр. - полковник Стахієв Петро Олександрович; 

6.10.1899-24.12.1900 рр. - полковник Еверт Олексій Єрмолаєвич; 

16.01.1901-26.01.1902 рр. - полковник Верещагін Олександр Васильович; 

11.03.1902-24.12.1903 рр. - полковник фон Клодт Едуард Карлович; 

12.01.1904-14.12.1906 рр. - полковник (з 12.09.1906 р. - генерал-майор) Крилов Костянтин Олександрович; 

11.10.1912-15.07.1914 рр. - полковник Гаврилов Віктор Іванович; 

у 1915 р. - полковник  Зайченко Захарій Іванович;

## Нагороди та відзнаки
1. Георгіївське полкове знамено з написами: " За Севастополь в 1854 та 1855 роках та за Аблову 24 Серпня 1877 року" (пожалуване 3-му батальйону в складі Віленського піхотного полку). 

2. Барабанний бій "Похід" пожалуваний 13.04.1813 р. Віленському піхотному полку за російсько-французьку війну. 

3. Знаки на головні убори з написом "За Севастополь з 13 Вересня 1854 по 27 Серпня 1855 року" (пожалувані 30.08.1856 р. 5-му та 6-му батальйонам Віленського піхотного полку). 

4.Георгієвські труби з написом: "За Аблову 24 серпня 1877 року". Пожалувані 12.10.1878 р. 

Полковий нагрудний знак було затверджено 3 листопада 1910 року. Він відображав полкову історію за сторічний період 1811-1911 рр. В центрі знаку розмішувався вензель шефа полку - великого князя Андрія Володимировича, а між променями хреста, вензелі правлячих імператорів за яких існував полк, від Олександра І до Миколи ІІ.

## Факти з історії
Казарми полку в Києві розташовувались на вулиці Бульварно-Кудрявській 11. Нині збережені і використовуються ЗСУ. Тривалий час полковим лікарем був відомий київський медик К. Коссобудзький, близький товариш родини Булгакових.